# Alexander Hartvig

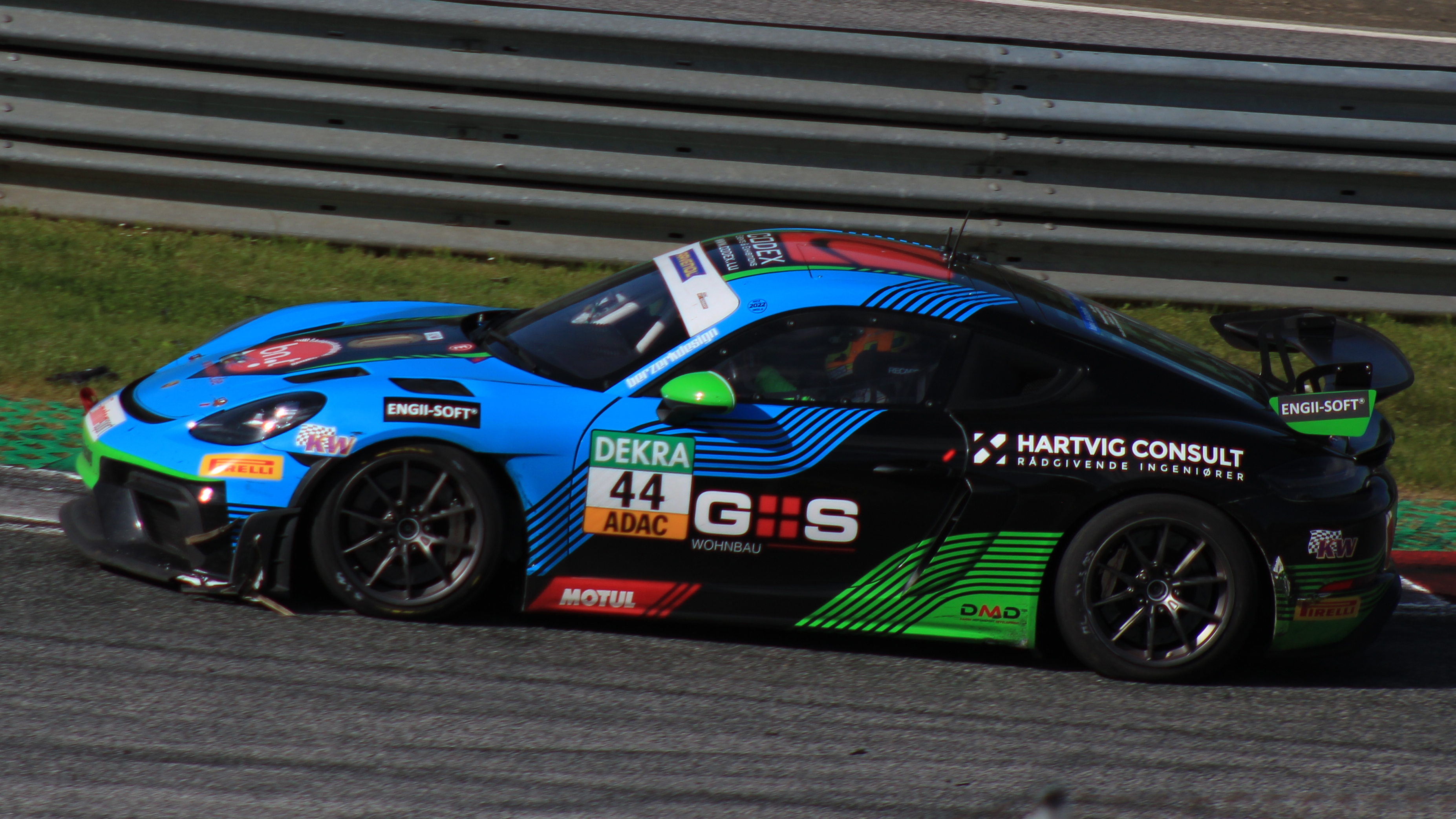
Alexander Hartvig beim ADAC-GT4-Germany-Rennen 2022 auf dem Red Bull Ring

Alexander Hartvig (* 16. Oktober 2002) ist ein dänischer Automobilrennfahrer.

## Karriere
Alexander Hartvig fuhr von 2019 bis 2021 Kart in schwedischen und internationalen Meisterschaften. Sein bestes Kartsport-Ergebnis erzielte er 2019 mit dem Vizemeistertitel in der OK-Klasse der Schwedischen Kart-Liga.
Seit 2021 tritt er im GT-Motorsport an. In der ADAC GT4 Germany startete er 2021 und 2022 mit dem Team Allied Racing in einem Porsche 718 Cayman GT4 CS. Sein bestes Ergebnis erreichte er 2022 mit dem 16. Platz im Gesamtklassement.
Parallel dazu trat er mit Allied Racing in den beiden Jahren auch in der GT4 European Series an. 2021 wurde er in der Pro-Am-Wertung Siebter. Im darauffolgenden Jahr kam er in der Silver-Cup-Wertung auf den neunten Rang.